# Alsópáhok
Koordinati:   46°45′38″N, 17°10′25″E
Alsópáhok je vas na Madžarskem, ki upravno spada pod podregijo Keszthely–Hévízi Županije Zala.